# Tarzan - I segreti della jungla
Tarzan - I segreti della jungla (Tarzán y el misterio de la selva) è un film del 1973 diretto da Miguel Iglesias.